# Ясницкий, Пётр Алексеевич
Пётр Алексе́евич Ясницкий (3 октября 1891, Юкаменское, Вятская губерния — 22 октября 1968, Пермский район, Пермская область) — советский терапевт; один из инициаторов освоения местных минеральных ресурсов Пермского края и основателей курорта Усть-Качка.

## Биография
Родился 3 октября 1891 года в селе Юкаменское Вятской губернии (ныне — районный центр в Удмуртии).
В мае 1917 года окончил медицинский факультет Юрьевского университета и сразу был призван в Русскую императорскую армию, стал участником Первой мировой войны. В 470-м Данковском полку, расположенном в Прибалтике, Пётр Ясницкий был младшим врачом, затем исполнял обязанности старшего полкового врача.
После Октябрьской революции, с 1918 года, заведовал больницей Залазнинского завода в родном Глазовском уезде. Здесь был мобилизован в Красную армию, в 85-й стрелковый полк, став участником Гражданской войны в России. Снова был старшим полковым врачом; затем, работая в эвакопункте штаба 3-й армии, стал председателем постоянной врачебной комиссии. С Красной армией попал на Урал, с 1920 года находился в Перми.

Памятная табличка в Усть-Качке

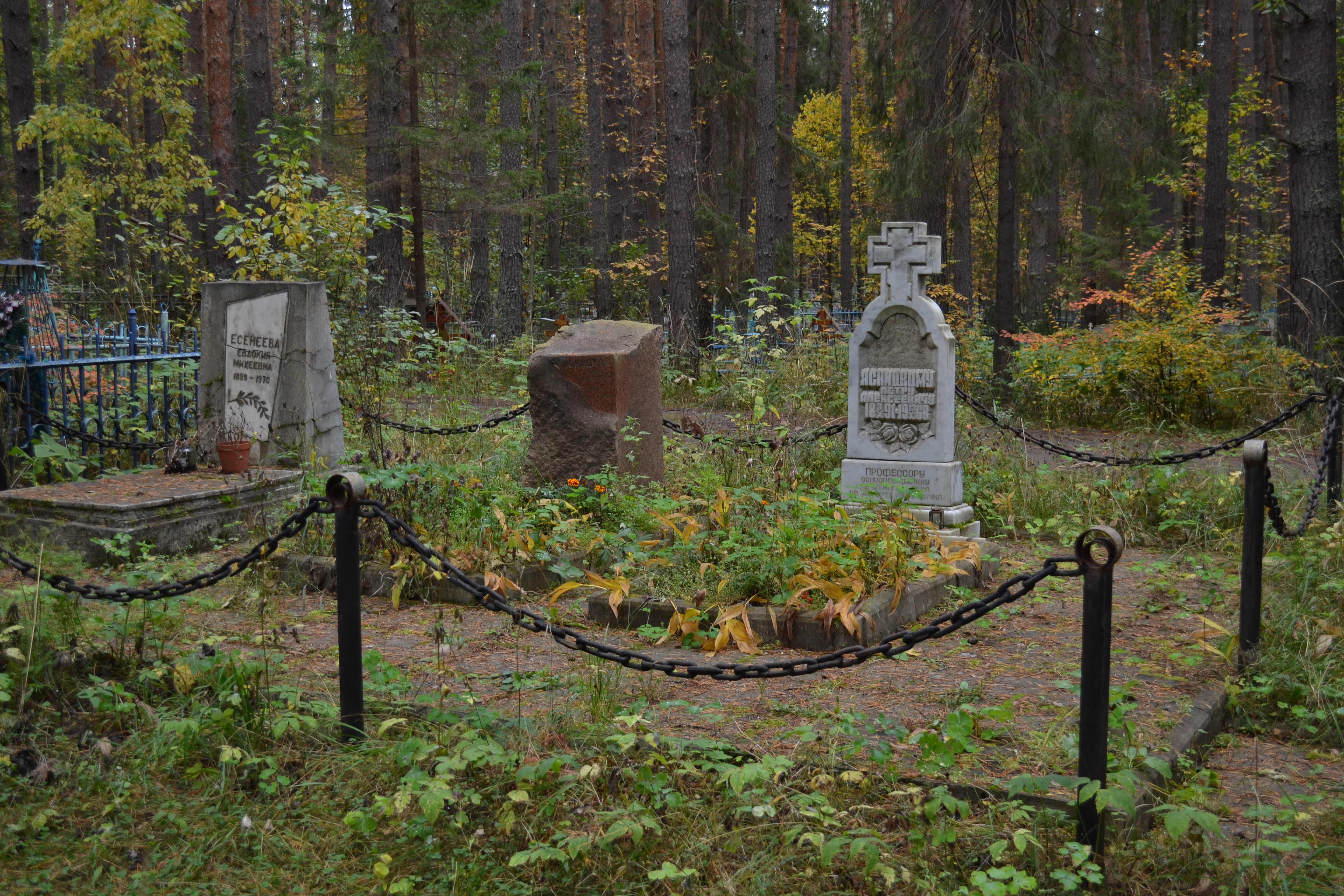
Могила П. А. Ясницкого в Усть-Качке

У Ясницкого появилось желание заниматься наукой и совершенствовать своё врачебное мастерство — он стал преподавателем пропедевтики внутренних болезней в Пермском государственном университете. В 1924 году в журнале «Клиническая медицина» вышла его первая научная статья «К клинике инфаркта миокарда». Затем изучал гипертонию, хронический гастрит, септические и ревматические поражения организма человека. Десять лет, начиная с 1922 года, он работал в факультетской терапевтической клинике профессора В. Ф. Симановича (1870—1929) — ассистентом, старшим ассистентом, некоторое время после смерти Симановича заведовал клиникой. Более тридцати лет, с 1932 по 1966 годы, П. А. Ясницкий был заведующим госпитальной терапевтической клиникой Пермского медицинского института, консультантом различных больниц и поликлиник, а также главным терапевтом Пермской области. В середине 1930-х годов профессора медицинского института П. А. Ясницкий, Н. Г. Хорошавин и В. К. Модестов были инициаторами освоения минеральных вод в селе Усть-Качка, проведя полномасштабное исследование усть-качкинской воды и доказав целесообразность её медицинского применения.
В мае 1941 года Ясницкий в третий раз был призван в армию и служил на западной границе. Был участником Великой Отечественной войны — работал главным терапевтом Пермского эвакогоспиталя № 1712, продолжая занятия в медицинском институте. Демобилизован в сентябре 1945 года в звании подполковника медицинской службы. В 1946 году он закончил 327-страничный монографический труд «Диафрагма, расстройства её функции и заболевания», где обобщил свои многолетние наблюдения за больными и ранеными. Был удостоен учёной степени доктора медицинских наук и звания профессора. В числе его государственных наград — орден «Ленина», орден «Трудового Красного Знамени», орден «Знак Почёта» и медали, включая «За победу над Германией в Великой Отечественной войне 1941—1945 гг.». В ГКБУ «Государственный архив Пермского края» имеются документы, относящиеся к П. А. Ясницкому.
Умер 22 октября 1968 года и похоронен на поселковом кладбище Усть-Качки.
Его жена была полькой по происхождению, рано умерла, оставив Петру Алексеевичу двоих детей — дочку Паню и сына Игоря.

## Память
- В Пермской области учреждена премия имени профессора П. А. Ясницкого.
- В Усть-Качке ему установлен памятник[4] и памятная доска на одном из зданий курорта.

## Библиографии
- Мишланова Л. Самостоянье: Очерки о людях науки и культуры Пермского края. — Пермь: Пушка, 2006. — 320 с.